# Jost Jahn
| 471926 Jörmungandr   | 28 maggio 2013    |
| 542561 Ritajochen    | 12 marzo 2013     |
| 543018 ROTAT         | 1º settembre 2013 |
| 543060 Liefke        | 5 settembre 2013  |
| 551390 Thomaskeßler  | 6 febbraio 2013   |
| 555092 Annasusanne   | 30 agosto 2013    |
| 555120 Ottoguthier   | 1 settembre 2013  |
| 604773 Michaelmöller | 6 settembre 2015  |

Jost Jahn (Mölln, 1959) è un astronomo amatoriale tedesco di professione dentista.
Risiede a Nebel, oltre che di astronomia si occupa anche di fotografia e informatica.
In campo astronomico è stato editore della rivista Kometen – Planetoiden – Meteore (KPM), oggi non più esistente e delle Astro-Fax-Circulars, è membro del consiglio direttivo della Vereinigung der Sternfreunde dal 1992 di cui è stato in passato anche il responsabile della sezione asteroidi. Tra il 1986 ed il 1996 ha scritto da solo o con altri autori 45 articoli di argomento astronomico. Collabora con l'AAVSO con il codice JJA.
In campo osservativo si interessa in particolare di asteroidi, comete e stelle variabili: 
- asteroidi: curve di luce di asteroidi[8].

- comete: evoluzione di comete (disgregazione e/o frammentazione di nuclei cometari con formazione di coppie o famiglie di comete), come C/1988 A1 Liller e C/1996 Q1 Tabur[9], C/1980 Y2 Panther e C/1998 M5 LINEAR[10] o C/2015 D1 SOHO[11].

- stelle variabili: già nel 2010 aveva compiuto oltre 500 osservazioni di stelle variabili[12]

Il Minor Planet Center lo accredita per le scoperte di nove asteroidi, effettuate tra il 2013 e il 2015. e della cometa periodica 458P/Jahn .

## Riconoscimenti
Nel 2000 gli è stato dedicato l'asteroide 10340 Jostjahn.
Nel 2023 gli è stato assegnato l'Edgar Wilson Award 